# 헬무트 할러
헬무트 할러(독일어: Helmut Haller ˈhɛlmuːt ˈhalɐ[*]; 1939년 7월 21일, 바이에른 주 아우크스부르크 ~ 2012년 10월 11일, 바이에른 주 아우크스부르크)는 독일의 전 축구 선수로, 현역 시절 공격수로 활약하였다. 국제 무대에서, 그는 서독을 대표로 3번의 FIFA 월드컵에 참가했다. 클럽 무대에서, 그는 독일과 이탈리아 리그에서 활약하였는데, 볼로냐와 유벤투스에서 모두 이탈리아 리그 우승을 거둔 적이 있다.

## 클럽 경력
클럽 무대에서, 할러는 1948년부터 1962년까지 BC 아우크스부르크에서 활약하였고, 이후 이탈리아 무대로 건너갔는데, 당시 750,000 마르크의 이적료에 200,000 마르크의 연봉 계약을 맺었다. 당시 독일 리그 월급은 공개적으로 500마르크에 제한되어 있었는데, 1963년 분데스리가가 출범해서야 월급 상한선이 2,500 마르크로 올라갔다. 이탈리아에서 그는 1962년에 서독을 대표로 FIFA 월드컵에 함께 참가했던 알버트 브륄스, 칼-하인츠 슈넬링어, 그리고 호어스트 시마니아크와 마주치게 되었다.

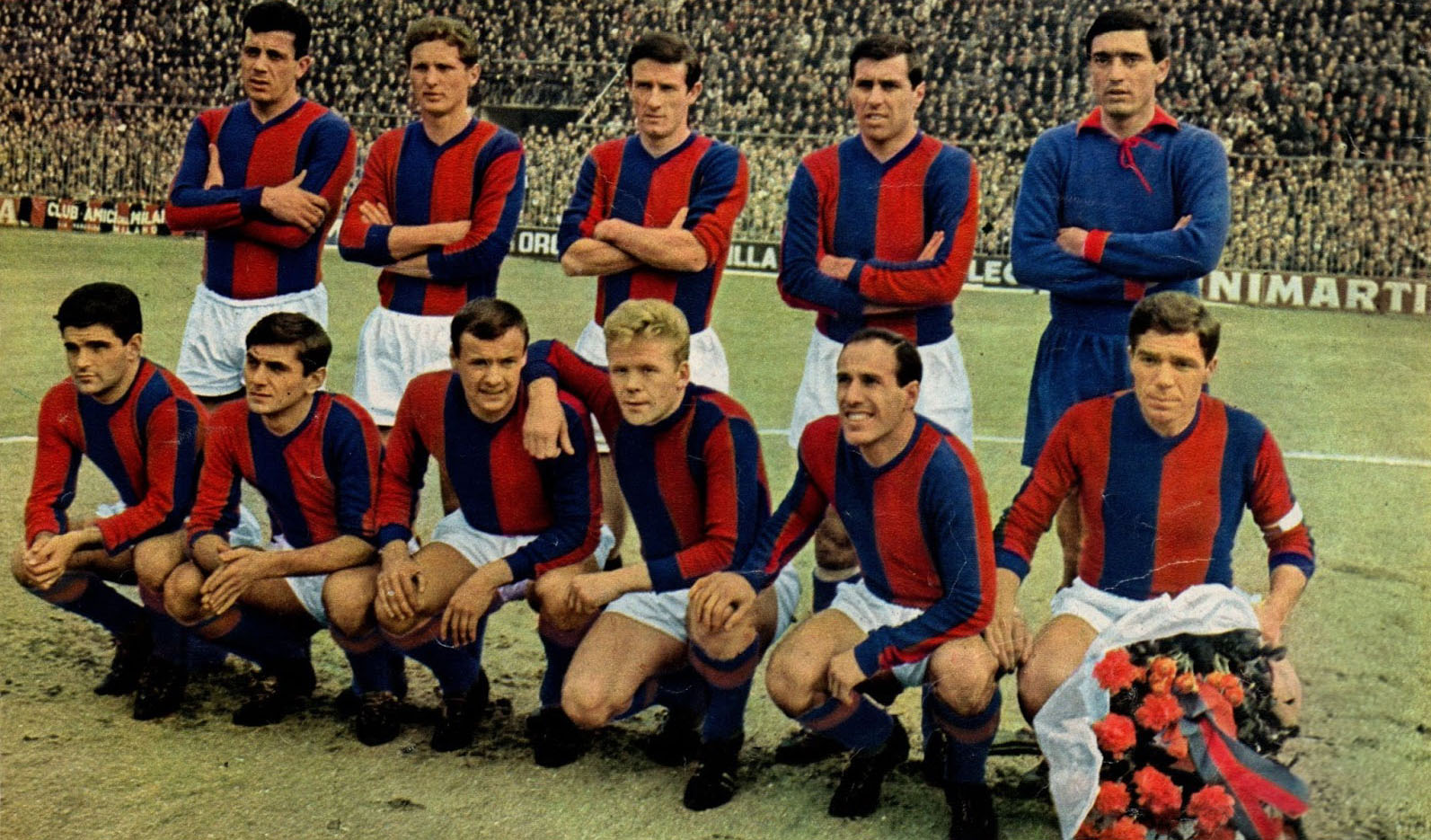
할러(아랫줄 오른쪽에서 3번째)와 볼로냐의 1963-64 시즌 이탈리아 리그 우승 주역들

할러가 이탈리아에서 처음 활약한 구단은 볼로냐로, 풀비오 베르나르디니 감독의 지도 하에 1964년 리그 우승을 올랐는데, 이는 볼로냐의 23년 만의 리그 정상 등극이며, 현재까지 구단이 거둔 마지막 리그 우승이었다. 1968년부터 1972년까지는 유벤투스 소속이었는데, 그는 1972년과 1973년에 우승을 거두었다. 유벤투스는 1973년에 디노 초프가 골문을 지켰고, 프란코 카우시오, 파비오 카펠로, 그리고 브라질의 주제 아우타피니와 협력하여 베오그라드에서 열린 유러피언컵 결승전에 올라 아약스를 상대하였다. 요한 크라위프가 이끌며, 전 시즌 우승을 거둔 아약스는 결승전에서 요니 레프가 머리로 골망을 갈라 앞서나갔다. 체스트미르 비츠팔레크 감독은 49분에 할러를 빼고 로베르토 베테가를 투입했지만, 동점골이 터지지 않았다. 2년 전, 유벤투스는 1970-71년 인터시티스 페어스컵에서 빌리 브렘너의 리즈 유나이티드에게 2-2, 1-1로 비겨 원정 다득점 원칙에 따라 우승이 좌절되기도 했다.
1973년, 그는 고향에 복귀해 아우크스부르크에 입단했는데, 당시 친정이었던 BC 아우크스부르크와 인근 숙적 TSV 슈바벤이 통합된 후 2부 리그인 레기오날리가로 승격한 새내기였다. 구단은 할러를 영입하기 위해 44,000을 지불하였고, 할러는 고정 수입을 포기하고, 급여 5% 선에서 합의를 보았다. "할러-할러-할렐루야"가 아우크스부르크의 새 응원 구호로 자리잡았다. 1973년 늦여름, 1860 뮌헨과의 올림픽 경기장 원정 경기에서 2부 리그 최다 관중 기록인 90,000명의 구경꾼을 모아 인기를 끈 것 외에도 외에도, 아우크스부르크는 남부 레기오날리가 1위를 거두었다. 승격전에서 아우크스부르크는 테니스 보루시아 베를린에 1점차로 밀려 아깝게 분데스리가 승격이 좌절되었다.
1979년, 할러는 현역 은퇴를 선언하였다.

## 국가대표팀 경력
1958년, 19세의 나이로 국가대표팀 신고식을 치른 할러는 1962년 칠레, 1966년 잉글랜드, 그리고 1970년 멕시코에서 열린 3번의 FIFA 월드컵에 참가하였고, 33번의 국가대표팀 경기에서 13골을 넣었다.
1962년 FIFA 월드컵에서, 할러는 서독 대표팀 주전으로 이탈리아와 비기고 스위스와 개최국 칠레를 조별 리그에서 제치고 통과했지만, 유고슬라비아와의 8강전에서 0-1로 패해 탈락하였다. 1966년 FIFA 월드컵에서는 볼프강 오베라트와 신예 프란츠 베켄바워와 함께 서독의 중원을 맡았다. 서독은 대회 결승전에 올랐고, 할러는 선제골을 기록했지만, 개최국 잉글랜드를 상대로 2-4로 졌다. 준우승 메달을 건 것 외에도, 할러는 공인구를 가져갔는데, 30년 후 잉글랜드에 돌아가 결승전에서 해트트릭을 기록한 제프 허스트에게 건냈고 승자가 공인구를 수집하는 전통이 생겼다. 9골을 기록한 포르투갈의 에우제비우에 이어, 그는 6골을 넣어 대회 득점 2위에 이름을 올렸다. 3위를 차지한 1970년 FIFA 월드컵에서 할러는 모로코와의 조별 리그 1차전에 출전하는데 그쳤는데, 그는 후반 시작과 함께 위어겐 그라보프스키와 교체되어 나갔다. 할러는 대회 기간에 부상으로 인해 많은 시간을 출전할 수 없었다.

## 플레이스타일

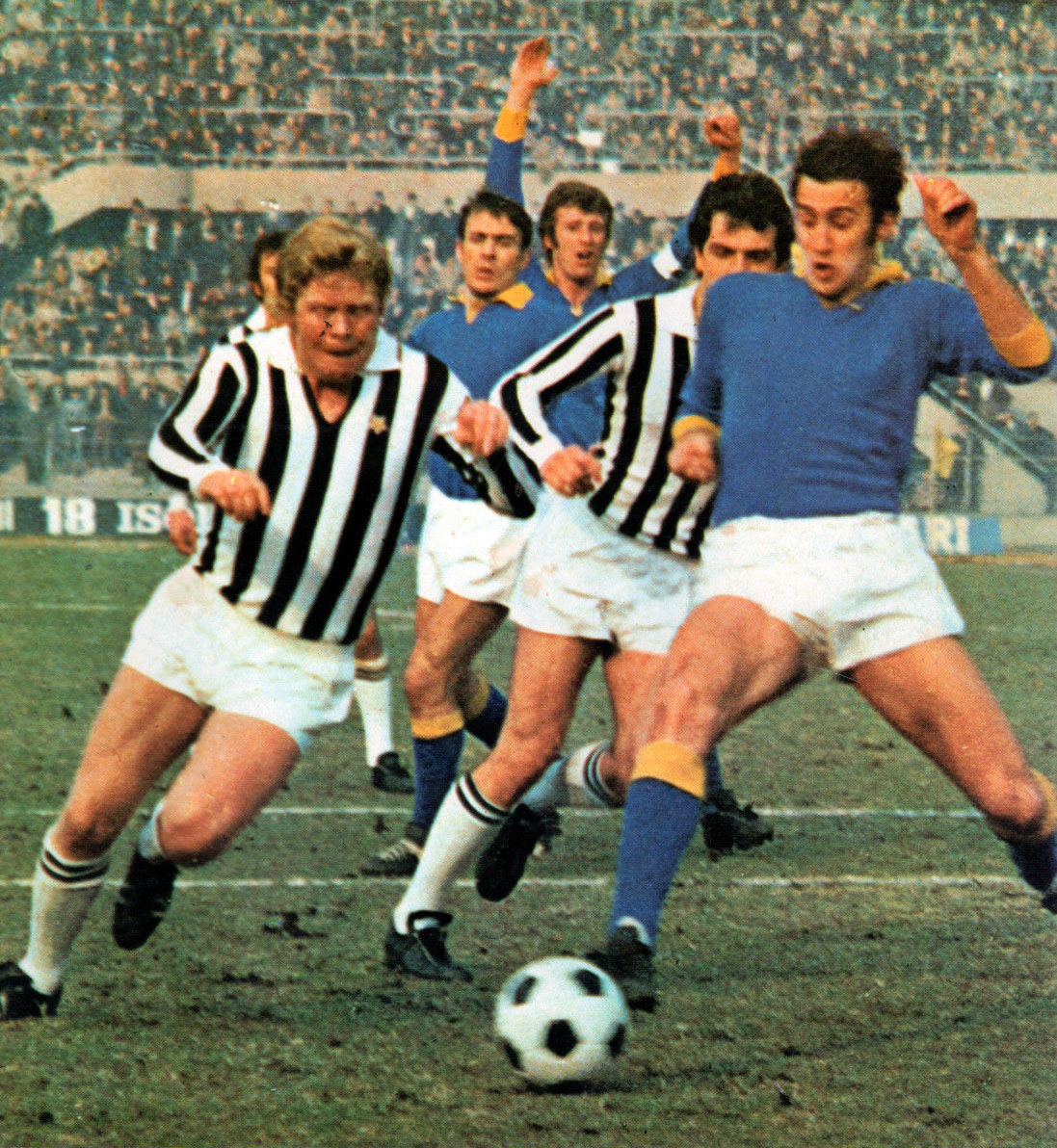
1971년, 엘라스 베로나를 상대하는 유벤투스의 할러

플레이메이커 겸 골잡이로, 할러는 특출한 기술적 능력과 공격수로서의 역량의 장점으로 널리 알려졌지만, 그의 현역 시절 내내 문제가 되었던 체중 문제도 알려져 있었다. 할러는 이탈리아에서 60년대 최고의 측면 미드필더로 손꼽히는 선수로, 볼로냐의 대표적인 선수였다. 그는 "매혹적인 공몰이, 천부적인 재능, 골을 포착하는 눈, 그리고 매력"으로 명성이 자자했다.

## 은퇴 후
이후 할러는 아우크스부르크를 포함해 아마추어 무대에서 감독일을 했고, 패션숍을 운영하기도 했다.

## 사생활
2006년 12월 26일, 할러는 심각한 심장마비를 앓고 조치 후 호전되는 것으로 보도되었다. 이후 할러는 치매와 파킨슨병 투병 소식을 전했다. 할러는 2012년 10월 11일에 별세했다. 그는 당시 2003년에 배우자로 맞이할 당시 21세였던 3번째 아내인 쿠바의 노라이미 로드리게스 구티에레스와 동거했는데, 슬하에 2명의 아들과 1명의 딸을 두었다. 할러의 조카는 크리스티안 호흐슈테터인데, 그는 묀헨글라트바흐에서 오랫동안 활약했으며 서독 국가대표팀 경기에 2번 출전하기도 했다.

## 수상

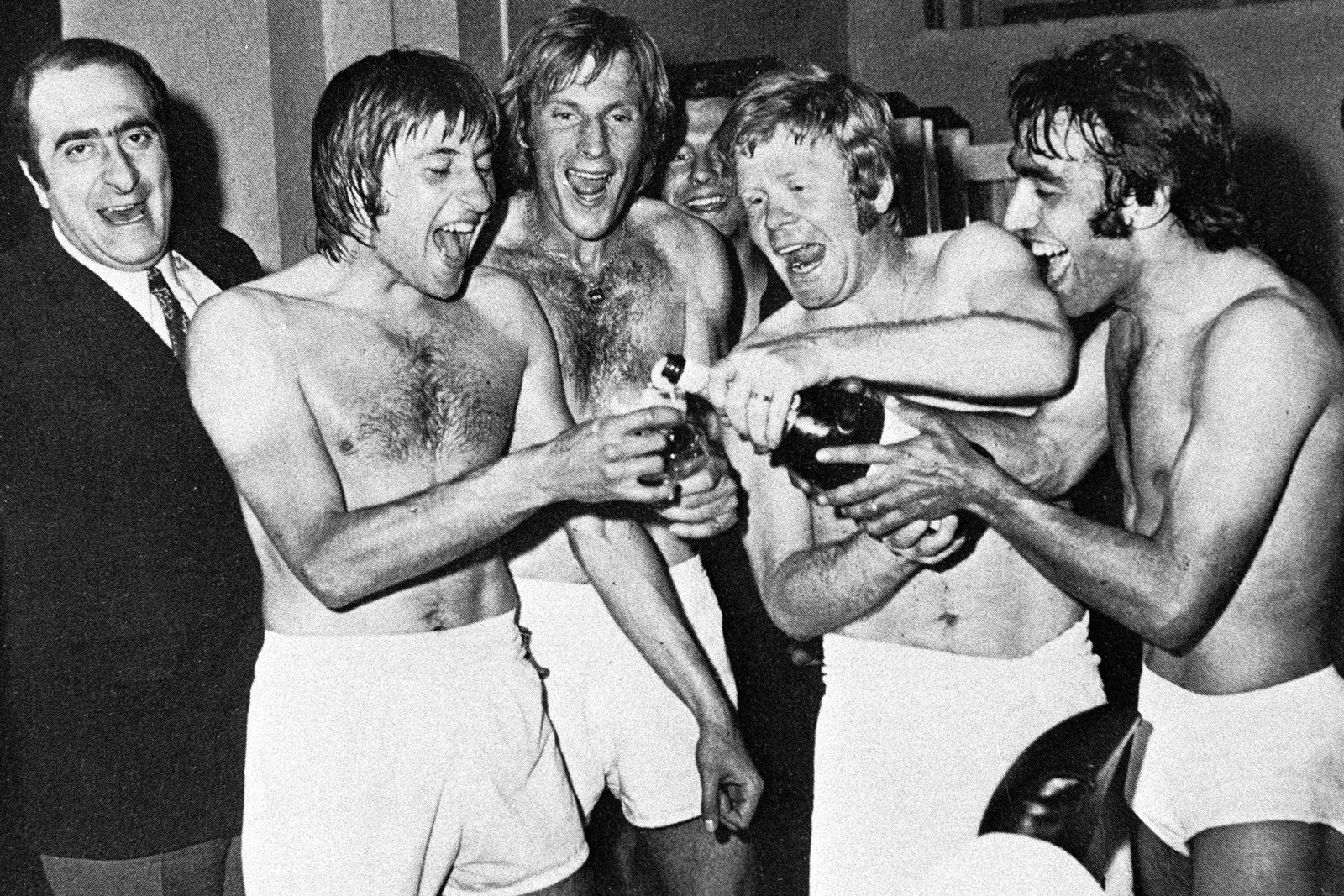
좌측에서 우측으로: 1972-73 시즌 리그 우승을 자축하는 유벤투스의 구단 의료진 라 네베, 마르케티, 모리니, 할러, 그리고 아나스타시

### 클럽
볼로냐
- 세리에 A: 1963–64

유벤투스
- 세리에 A: 1971–72, 1972–73
- 유러피언컵 준우승: 1972–73
- 인터시티스 페어스컵 준우승: 1970–71
- 코파 이탈리아 준우승: 1972–73

아우크스부르크
- 남부 레기오날리가: 1973–74

### 국가대표팀
서독
- FIFA 월드컵 준우승: 1966